# Alphonso Davies
Alphonso Boyle Davies (* 2. listopadu 2000) je kanadský fotbalista, který hraje na pozicích levého obránce nebo křídelního záložníka za FC Bayern Mnichov a kanadskou reprezentaci.

## Osobní život
Davies se narodil v ghanském uprchlickém táboře Buduburam liberijským rodičům, kteří utekli ze své vlasti před druhou liberijskou občanskou válkou. Když bylo Daviesovi pět let, s rodinou se dostali do kanadského Edmontonu. V červnu 2017 získal kanadské občanství. Od téhož roku má vztah s kanadskou fotbalistkou Jordyn Huitema.

## Klubová kariéra

### Kanada
Dětství strávil v Edmontonu, kde působil v klubech Edmonton Internationals a Edmonton Strikers, v roce 2015 ve věku 14 let přestoupil do juniorského týmu Vancouveru Whitecaps. S Whitecaps se zapojil do přípravy před sezonou 2016 a v únoru 2016 podepsal smlouvu s Whitecaps FC 2 v USL, kde se ve věku 15 let a 3 měsíců stal historicky nejmladším hráčem s profesionální smlouvou. V dubnu odehrál svůj první zápas, 15. května vstřelil první gól a stal se historicky nejmladším střelcem USL. V červnu 2016 byl na krátkodobý kontrakt v A-týmu Vancouveru pro Canadian Championship. V prvním utkání semifinále proti Ottawě Fury nastoupil v 72. minutě a stal se nejmladším hráčem, který kdy nastoupil do Canadian Championship. V červenci 2016 Davies podepsal smlouvu s prvním týmem do roku 2018, s následnou opcí pro sezony 2019 a 2020. V době podpisu byl nejmladším aktivním hráčem Major League Soccer a třetím nejmladším hráčem, který kdy podepsal smlouvu v MLS. Za Whitecaps debutoval 16. července 2016 proti Orlandu a stal se druhým nejmladším hráčem, který nastoupil do zápasu MLS (po Freddym Aduovi). V roce 2016 nastoupil celkem do osmi utkání MLS, čtyř utkání Canadian Championship a třech utkání Ligy mistrů CONCACAF. Svými výkony zaujal mnohé přední evropské kluby včetně Manchesteru United, Chelsea nebo Liverpoolu a server The Guardian ho zařadil mezi 60 největších talentů roku 2017.

### Bayern Mnichov
V červenci 2018 Whitecaps oznámili přestup Daviese do německého Bayernu Mnichov s tím, že přestup vzejde v platnost k 1. lednu 2019. Spolu s bonusy se přestupová částka vyšplhala na 22 milionů dolarů, čímž byl vytvořen nový přestupový rekord MLS (rekord byl překonán v lednu 2019 odchodem Miguela Almiróna z Atlanty do Newcastlu).

## Úspěchy
- Tým sezóny Bundesligy podle kickeru – 2019/20[13]
- Tým roku podle UEFA – 2020[14]
- Sestava sezóny Ligy mistrů UEFA – 2019/20[15]
- Světová jedenáctka FIFA FIFPro – 2020[16]